# Interlands Moldavisch voetbalelftal 2000-2009
Deze pagina toont een gedetailleerd overzicht van de interlands die het Moldavisch voetbalelftal speelde in de periode 2000 – 2009.

## Interlands

### 2000
|                                                                 |                                         |       |                        |                                                                                                   |
| 2 februari Cyprus Toernooi Vriendschappelijk «onderlinge duels» | Armenië                                 | 2 – 1 | Moldavië               | Andonis Papadopoulos Stadion, Larnaca Toeschouwers: 250 Scheidsrechter: Michalis Papavarnas (CYP) |
| 2 februari Cyprus Toernooi Vriendschappelijk «onderlinge duels» | Rafael Nazaryan 45' Karen Dokhoyan 90+' |       | 77' Alexandru Popovici | Andonis Papadopoulos Stadion, Larnaca Toeschouwers: 250 Scheidsrechter: Michalis Papavarnas (CYP) |

|                                                                 |                     |       |                          |                                                                             |
| 4 februari Cyprus Toernooi Vriendschappelijk «onderlinge duels» | Litouwen            | 1 – 2 | Moldavië                 | Armoshostos Stadion, Larnaca Toeschouwers: 350 Scheidsrechter: Gudman (CYP) |
| 4 februari Cyprus Toernooi Vriendschappelijk «onderlinge duels» | Arturas Fomenka 78' |       | 13' 76' Serghei Rogaciov | Armoshostos Stadion, Larnaca Toeschouwers: 350 Scheidsrechter: Gudman (CYP) |

|                                                                 |                                                   |       |           |                                                                            |
| 6 februari Cyprus Toernooi Vriendschappelijk «onderlinge duels» | Moldavië                                          | 2 – 0 | Slowakije | GSZ Stadion, Larnaca Toeschouwers: 200 Scheidsrechter: Loizos Loizou (CYP) |
| 6 februari Cyprus Toernooi Vriendschappelijk «onderlinge duels» | Ion Testimițanu 78' (pen.) Alexandru Popovici 81' |       |           | GSZ Stadion, Larnaca Toeschouwers: 200 Scheidsrechter: Loizos Loizou (CYP) |

|                                               |            |                       |          |                                                                                      |
| 26 april Vriendschappelijk «onderlinge duels» | San Marino | 0 – 1                 | Moldavië | Stadio Olimpico, Serravalle Toeschouwers: 140 Scheidsrechter: Fiorenzo Treossi (ITA) |
| 26 april Vriendschappelijk «onderlinge duels» |            | 49' Serghei Cleșcenco |          | Stadio Olimpico, Serravalle Toeschouwers: 140 Scheidsrechter: Fiorenzo Treossi (ITA) |

|                                             |          |                    |         |                                                                                          |
| 4 juni Vriendschappelijk «onderlinge duels» | Moldavië | 0 – 1              | Rusland | Stadionul Republican, Chisinau Toeschouwers: 16.000 Scheidsrechter: Attila Abraham (HUN) |
| 4 juni Vriendschappelijk «onderlinge duels» |          | 14' Maxim Buznikin |         | Stadionul Republican, Chisinau Toeschouwers: 16.000 Scheidsrechter: Attila Abraham (HUN) |

|                                                  |                      |       |       |                                                                                       |
| 16 augustus Vriendschappelijk «onderlinge duels» | Moldavië             | 1 – 0 | Malta | Stadionul Republican, Chisinau Toeschouwers: 7.000 Scheidsrechter: Asim Khudiev (AZE) |
| 16 augustus Vriendschappelijk «onderlinge duels» | Serghei Rogaciov 45' |       |       | Stadionul Republican, Chisinau Toeschouwers: 7.000 Scheidsrechter: Asim Khudiev (AZE) |

|                                                                          |                                   |       |          |                                                                                         |
| 2 september WK-kwalificatie groep 4 «onderlinge duels» 20:30 uur (UTC+2) | Turkije                           | 2 – 0 | Moldavië | Ali Sami Yen Stadion, Istanboel Toeschouwers: 22.000 Scheidsrechter: Günter Benkö (AUT) |
| 2 september WK-kwalificatie groep 4 «onderlinge duels» 20:30 uur (UTC+2) | Okan Buruk 45' Emre Belözoğlu 75' |       |          | Ali Sami Yen Stadion, Istanboel Toeschouwers: 22.000 Scheidsrechter: Günter Benkö (AUT) |

|                                                                        |          |                    |           |                                                                                         |
| 7 oktober WK-kwalificatie groep 4 «onderlinge duels» 18:00 uur (UTC+3) | Moldavië | 0 – 1              | Slowakije | Stadionul Republican, Chisinau Toeschouwers: 5.000 Scheidsrechter: Fritz Stuchlik (AUT) |
| 7 oktober WK-kwalificatie groep 4 «onderlinge duels» 18:00 uur (UTC+3) |          | 79' Szilárd Németh |           | Stadionul Republican, Chisinau Toeschouwers: 5.000 Scheidsrechter: Fritz Stuchlik (AUT) |

|                                                                         |          |       |           |                                                                                               |
| 11 oktober WK-kwalificatie groep 4 «onderlinge duels» 20:00 uur (UTC+3) | Moldavië | 0 – 0 | Macedonië | Stadionul Republican, Chisinau Toeschouwers: 3.000 Scheidsrechter: Arturo Dauden Ibañez (ESP) |
| 11 oktober WK-kwalificatie groep 4 «onderlinge duels» 20:00 uur (UTC+3) |          |       |           | Stadionul Republican, Chisinau Toeschouwers: 3.000 Scheidsrechter: Arturo Dauden Ibañez (ESP) |

### 2001
|                               |                  |       |          |                                                                                       |
| 14 februari Vriendschappelijk | Israël           | 1 – 0 | Moldavië | Herzliya Stadion, Herzliya Toeschouwers: 5.000 Scheidsrechter: Andreas Georgiou (CYP) |
| 14 februari Vriendschappelijk | Adoram Keisy 35' |       |          | Herzliya Stadion, Herzliya Toeschouwers: 5.000 Scheidsrechter: Andreas Georgiou (CYP) |

|                                                    |              |       |          |                                                                                           |
| 24 maart WK-kwalificatie groep 4 16:00 uur (UTC+3) | Azerbeidzjan | 0 – 0 | Moldavië | Tofikh Bakhramov Stadion, Bakoe Toeschouwers: 20.000 Scheidsrechter: Wolfgang Stark (GER) |
| 24 maart WK-kwalificatie groep 4 16:00 uur (UTC+3) |              |       |          | Tofikh Bakhramov Stadion, Bakoe Toeschouwers: 20.000 Scheidsrechter: Wolfgang Stark (GER) |

|                                                    |          |                        |        |                                                                                          |
| 28 maart WK-kwalificatie groep 4 21:00 uur (UTC+3) | Moldavië | 0 – 2                  | Zweden | Stadionul Republican, Chisinau Toeschouwers: 7.000 Scheidsrechter: Laurent Duhamel (FRA) |
| 28 maart WK-kwalificatie groep 4 21:00 uur (UTC+3) |          | 86' 90' Marcus Allbäck |        | Stadionul Republican, Chisinau Toeschouwers: 7.000 Scheidsrechter: Laurent Duhamel (FRA) |

|                                                 |          |       |         |                                                                                          |
| 25 april Vriendschappelijk № «onderlinge duels» | Moldavië | 0 – 0 | Estland | Stadionul Republican, Chisinau Toeschouwers: 1.500 Scheidsrechter: Viorel Angelini (ROM) |
| 25 april Vriendschappelijk № «onderlinge duels» |          |       |         | Stadionul Republican, Chisinau Toeschouwers: 1.500 Scheidsrechter: Viorel Angelini (ROM) |

|                                                  |                                         |       |                                          |                                                                                   |
| 2 juni WK-kwalificatie groep 4 20:00 uur (UTC+2) | Macedonië                               | 2 – 2 | Moldavië                                 | Philip II Arena, Skopje Toeschouwers: 3.000 Scheidsrechter: Jack van Hulten (NED) |
| 2 juni WK-kwalificatie groep 4 20:00 uur (UTC+2) | Artim Sakiri 20' (pen.) Mile Krstev 65' |       | 10' Serghei Pogreban 72' Ruslan Barburoș | Philip II Arena, Skopje Toeschouwers: 3.000 Scheidsrechter: Jack van Hulten (NED) |

|                                                  |                                                                                                   |       |          |                                                                          |
| 6 juni WK-kwalificatie groep 4 20:15 uur (UTC+1) | Zweden                                                                                            | 6 – 0 | Moldavië | Ullevi, Gothenburg Toeschouwers: 30.233 Scheidsrechter: Steve Dunn (ENG) |
| 6 juni WK-kwalificatie groep 4 20:15 uur (UTC+1) | Henrik Larsson 38' (pen.) 58' 68' (pen.) 79' (pen.) Niclas Alexandersson 74' Daniel Andersson 77' |       |          | Ullevi, Gothenburg Toeschouwers: 30.233 Scheidsrechter: Steve Dunn (ENG) |

|                               |                                                         |       |          |                                                                                      |
| 15 augustus Vriendschappelijk | Portugal                                                | 3 – 0 | Moldavië | Estádio São Luís, Faro Toeschouwers: 20.000 Scheidsrechter: Georgios Borovilos (GRE) |
| 15 augustus Vriendschappelijk | Luís Figo 43' (pen.) Luís Figo 61' (pen.) Luís Figo 89' |       |          | Estádio São Luís, Faro Toeschouwers: 20.000 Scheidsrechter: Georgios Borovilos (GRE) |

|                                                       |                                             |       |              |                                                                                           |
| 1 september WK-kwalificatie groep 4 17:30 uur (UTC+3) | Moldavië                                    | 2 – 0 | Azerbeidzjan | Stadionul Republican, Chisinau Toeschouwers: 4.800 Scheidsrechter: Vasyl Melnichyuk (UKR) |
| 1 september WK-kwalificatie groep 4 17:30 uur (UTC+3) | Serghei Cleșcenco 14' Serghei Covalciuc 85' |       |              | Stadionul Republican, Chisinau Toeschouwers: 4.800 Scheidsrechter: Vasyl Melnichyuk (UKR) |

|                                                       |                                                                 |       |                                       |                                                                                    |
| 5 september WK-kwalificatie groep 4 19:45 uur (UTC+2) | Slowakije                                                       | 4 – 2 | Moldavië                              | Štadión na Sihoti, Trenčín Toeschouwers: 2.780 Scheidsrechter: Mikko Vuorela (FIN) |
| 5 september WK-kwalificatie groep 4 19:45 uur (UTC+2) | Peter Németh 54' Szilárd Németh 59' Igor Demo 64' Igor Demo 73' |       | 11' Serghei Cleșcenco 76' Radu Rebeja | Štadión na Sihoti, Trenčín Toeschouwers: 2.780 Scheidsrechter: Mikko Vuorela (FIN) |

|                                                     |          |                                                 |         |                                                                                             |
| 6 oktober WK-kwalificatie groep 4 21:15 uur (UTC+3) | Moldavië | 0 – 3                                           | Turkije | Stadionul Republican, Chisinau Toeschouwers: 6.000 Scheidsrechter: Frank De Bleeckere (BEL) |
| 6 oktober WK-kwalificatie groep 4 21:15 uur (UTC+3) |          | 8' Emre Așık 79' Nihat Kahveci 83' İlhan Mansız |         | Stadionul Republican, Chisinau Toeschouwers: 6.000 Scheidsrechter: Frank De Bleeckere (BEL) |

#### Eindstand WK-kwalificatiegroep 4
| Team         | Wed | W | G | V | DV | DT | +/- | Ptn |
| ------------ | --- | - | - | - | -- | -- | --- | --- |
| Zweden       | 10  | 8 | 2 | 0 | 20 | 3  | +17 | 26  |
| Turkije      | 10  | 6 | 3 | 1 | 18 | 8  | +10 | 21  |
| Slowakije    | 10  | 5 | 2 | 3 | 16 | 9  | +7  | 17  |
| Macedonië    | 10  | 1 | 4 | 5 | 11 | 18 | -7  | 7   |
| Moldavië     | 10  | 1 | 3 | 6 | 6  | 20 | -14 | 6   |
| Azerbeidzjan | 10  | 1 | 2 | 7 | 4  | 17 | -13 | 5   |

### 2002
|                                                                |                       |       |          |                                                                               |
| 9 februari Malta Toernooi Vriendschappelijk «onderlinge duels» | Litouwen              | 1 – 0 | Moldavië | Ta' Qali Stadium, Ta' Qali Toeschouwers: 255 Scheidsrechter: Joe Attard (MLT) |
| 9 februari Malta Toernooi Vriendschappelijk «onderlinge duels» | Ricardus Beniušis 33' |       |          | Ta' Qali Stadium, Ta' Qali Toeschouwers: 255 Scheidsrechter: Joe Attard (MLT) |

|                                                                 |                          |       |          |                                                                                   |
| 11 februari Malta Toernooi Vriendschappelijk «onderlinge duels» | Moldavië                 | 2 – 0 | Jordanië | Ta' Qali Stadium, Ta' Qali Toeschouwers: 700 Scheidsrechter: Anthony Zammit (MLT) |
| 11 februari Malta Toernooi Vriendschappelijk «onderlinge duels» | Alexandru Golban 19' 68' |       |          | Ta' Qali Stadium, Ta' Qali Toeschouwers: 700 Scheidsrechter: Anthony Zammit (MLT) |

|                                                                 |                                          |       |          |                                                                                      |
| 13 februari Malta Toernooi Vriendschappelijk «onderlinge duels» | Malta                                    | 3 – 0 | Moldavië | Ta' Qali Stadium, Ta' Qali Toeschouwers: 3.000 Scheidsrechter: Darius Miezelis (LTU) |
| 13 februari Malta Toernooi Vriendschappelijk «onderlinge duels» | George Mallia 35' 54' Michael Mifsud 90' |       |          | Ta' Qali Stadium, Ta' Qali Toeschouwers: 3.000 Scheidsrechter: Darius Miezelis (LTU) |

|                                               |          |                                        |           |                                                                                          |
| 27 maart Vriendschappelijk «onderlinge duels» | Moldavië | 0 – 2                                  | Hongarije | Stadionul Republican, Chisinau Toeschouwers: 1.500 Scheidsrechter: Vitaly Godulyan (UKR) |
| 27 maart Vriendschappelijk «onderlinge duels» |          | 12' Krisztián Kenesei 49' Norbert Tóth |           | Stadionul Republican, Chisinau Toeschouwers: 1.500 Scheidsrechter: Vitaly Godulyan (UKR) |

|                                                    |                |       |          |                                                                                |
| 21 augustus Vriendschappelijk № «onderlinge duels» | Estland        | 1 – 0 | Moldavië | A. Le Coq Arena, Tallinn Toeschouwers: 1.500 Scheidsrechter: Sten Kaldma (EST) |
| 21 augustus Vriendschappelijk № «onderlinge duels» | Teet Allas 54' |       |          | A. Le Coq Arena, Tallinn Toeschouwers: 1.500 Scheidsrechter: Sten Kaldma (EST) |

|                                                       |                                                    |       |          |                                                                                      |
| 7 september EK-kwalificatie groep 3 17:00 uur (UTC+1) | Oostenrijk                                         | 2 – 0 | Moldavië | Ernst Happel Stadion, Wenen Toeschouwers: 18.300 Scheidsrechter: Stuart Dougal (SCO) |
| 7 september EK-kwalificatie groep 3 17:00 uur (UTC+1) | Andreas Herzog 4' (pen.) Andreas Herzog 29' (pen.) |       |          | Ernst Happel Stadion, Wenen Toeschouwers: 18.300 Scheidsrechter: Stuart Dougal (SCO) |

|                                                      |          |                                                |          |                                                                                        |
| 12 oktober EK-kwalificatie groep 3 15:30 uur (UTC+3) | Moldavië | 0 – 2                                          | Tsjechië | Stadionul Republican, Chisinau Toeschouwers: 3.500 Scheidsrechter: Lesley Irvine (NIR) |
| 12 oktober EK-kwalificatie groep 3 15:30 uur (UTC+3) |          | 70' (pen.) Marek Jankulovski 80' Tomáš Rosický |          | Stadionul Republican, Chisinau Toeschouwers: 3.500 Scheidsrechter: Lesley Irvine (NIR) |

|                               |                |       |                     |                                                                             |
| 20 november Vriendschappelijk | Hongarije      | 1 – 1 | Moldavië            | Üllői Út, Boedapest Toeschouwers: 6.000 Scheidsrechter: Wolfgang Sowa (AUT) |
| 20 november Vriendschappelijk | Pál Dárdai 55' |       | 16' Evghenie Patula | Üllői Út, Boedapest Toeschouwers: 6.000 Scheidsrechter: Wolfgang Sowa (AUT) |

### 2003
|                                                 |                          |       |                           |                                                                                             |
| 12 februari Vriendschappelijk 12:00 uur (UTC+2) | Georgië                  | 2 – 2 | Moldavië                  | Micheil Meschistadion, Tbilisi Toeschouwers: 7.000 Scheidsrechter: Zaven Hovhannisyan (ARM) |
| 12 februari Vriendschappelijk 12:00 uur (UTC+2) | Kaladze 61' Asjvetia 83' |       | 75' Golban 84' (pen) Dadu | Micheil Meschistadion, Tbilisi Toeschouwers: 7.000 Scheidsrechter: Zaven Hovhannisyan (ARM) |

|                                             |        |       |          |                                                                                      |
| 5 maart Vriendschappelijk 17:00 uur (UTC+2) | Israël | 0 – 0 | Moldavië | Ramat Gan Stadion, Ramat Gan Toeschouwers: 8.000 Scheidsrechter: Paolo Bertini (ITA) |
| 5 maart Vriendschappelijk 17:00 uur (UTC+2) |        |       |          | Ramat Gan Stadion, Ramat Gan Toeschouwers: 8.000 Scheidsrechter: Paolo Bertini (ITA) |

|                                                    |                                         |       |                    |                                                                              |
| 29 maart EK-kwalificatie groep 3 17:30 uur (UTC+2) | Wit-Rusland                             | 2 – 1 | Moldavië           | Dinamostadion, Minsk Toeschouwers: 8.000 Scheidsrechter: Johan Verbist (BEL) |
| 29 maart EK-kwalificatie groep 3 17:30 uur (UTC+2) | Vital Koetoezaw 43' Sergej Goerenko 58' |       | 14' Boris Cebotari | Dinamostadion, Minsk Toeschouwers: 8.000 Scheidsrechter: Johan Verbist (BEL) |

|                                                   |                 |       |                                              |                                                                                 |
| 2 april EK-kwalificatie groep 3 20:00 uur (UTC+2) | Moldavië        | 1 – 2 | Nederland                                    | Sheriff Stadion, Tiraspol Toeschouwers: 12.500 Scheidsrechter: Alain Sars (FRA) |
| 2 april EK-kwalificatie groep 3 20:00 uur (UTC+2) | Vadim Boret 16' |       | 37' Ruud van Nistelrooij 85' Mark van Bommel | Sheriff Stadion, Tiraspol Toeschouwers: 12.500 Scheidsrechter: Alain Sars (FRA) |

|                                                  |                   |       |            |                                                                                  |
| 7 juni EK-kwalificatie groep 3 18:00 uur (UTC+2) | Moldavië          | 1 – 0 | Oostenrijk | Sheriff Stadion, Tiraspol Toeschouwers: 7.500 Scheidsrechter: Paulo Paraty (POR) |
| 7 juni EK-kwalificatie groep 3 18:00 uur (UTC+2) | Viorel Frunză 60' |       |            | Sheriff Stadion, Tiraspol Toeschouwers: 7.500 Scheidsrechter: Paulo Paraty (POR) |

|                                                   |                                                                                      |       |          |                                                                                       |
| 11 juni EK-kwalificatie groep 3 20:15 uur (UTC+1) | Tsjechië                                                                             | 5 – 0 | Moldavië | Andrův stadion, Olomouc Toeschouwers: 12.097 Scheidsrechter: Kristinn Jakobsson (ISL) |
| 11 juni EK-kwalificatie groep 3 20:15 uur (UTC+1) | Vladimír Šmicer 41' Jan Koller 73' (pen.) Jiří Štajner 82' Vratislav Lokvenc 88' 90' |       |          | Andrův stadion, Olomouc Toeschouwers: 12.097 Scheidsrechter: Kristinn Jakobsson (ISL) |

|                                                 |                                   |       |          |                                                                                          |
| 20 augustus Vriendschappelijk 19:00 uur (UTC+2) | Turkije                           | 2 – 0 | Moldavië | Ankara 19 Mayıs Stadion, Ankara Toeschouwers: 26.000 Scheidsrechter: Konrad Plautz (AUT) |
| 20 augustus Vriendschappelijk 19:00 uur (UTC+2) | Nihat Kahveci 30' Okan Yýlmaz 55' |       |          | Ankara 19 Mayıs Stadion, Ankara Toeschouwers: 26.000 Scheidsrechter: Konrad Plautz (AUT) |

|                                                        |                                        |       |                           |                                                                                   |
| 10 september EK-kwalificatie groep 3 18:00 uur (UTC+2) | Moldavië                               | 2 – 1 | Wit-Rusland               | Sheriff Stadion, Tiraspol Toeschouwers: 7.500 Scheidsrechter: Dejan Delevic (SRB) |
| 10 september EK-kwalificatie groep 3 18:00 uur (UTC+2) | Serghei Dadu 26' Serghei Covalciuc 87' |       | 90' (pen.) Roman Vasilyuk | Sheriff Stadion, Tiraspol Toeschouwers: 7.500 Scheidsrechter: Dejan Delevic (SRB) |

|                                                      | |       |          |                                                                                    |
| 11 oktober EK-kwalificatie groep 3 20:30 uur (UTC+1) | Nederland | 5 – 0 | Moldavië | Philips Stadion, Eindhoven Toeschouwers: 30.995 Scheidsrechter: Željko Širić (CRO) |
| 11 oktober EK-kwalificatie groep 3 20:30 uur (UTC+1) | Patrick Kluivert 43' Wesley Sneijder 50' Pierre van Hooijdonk 73' (pen.) Rafael van der Vaart 79' Arjen Robben 88' |       |          | Philips Stadion, Eindhoven Toeschouwers: 30.995 Scheidsrechter: Željko Širić (CRO) |

#### Eindstand EK-kwalificatiegroep 3
| Team        | Wed | W | G | V | DV | DT | +/- | Ptn |
| ----------- | --- | - | - | - | -- | -- | --- | --- |
| Tsjechië    | 8   | 7 | 1 | 0 | 23 | 5  | +18 | 22  |
| Nederland   | 8   | 6 | 1 | 1 | 20 | 6  | +12 | 19  |
| Oostenrijk  | 8   | 3 | 0 | 5 | 12 | 14 | -2  | 9   |
| Moldavië    | 8   | 2 | 0 | 5 | 12 | 14 | -2  | 6   |
| Wit-Rusland | 8   | 1 | 0 | 7 | 4  | 20 | -16 | 3   |

|                                                 |                   |       |                                         |                                                                                          |
| 20 november Vriendschappelijk 20:00 uur (UTC+1) | Luxemburg         | 1 – 2 | Moldavië                                | Stade Alphonse Theis, Hesperange Toeschouwers: 623 Scheidsrechter: Laurent Duhamel (FRA) |
| 20 november Vriendschappelijk 20:00 uur (UTC+1) | Manou Schauls 77' |       | 19' Alexandru Golban 90+1' Serghei Dadu | Stade Alphonse Theis, Hesperange Toeschouwers: 623 Scheidsrechter: Laurent Duhamel (FRA) |

### 2004
|                                                                |       |       |          |                                                                                       |
| 14 februari Malta Toernooi Vriendschappelijk 16:15 uur (UTC+1) | Malta | 0 – 0 | Moldavië | Ta' Qali Stadium, Ta' Qali Toeschouwers: 1.000 Scheidsrechter: Valeri Vyalichko (BLR) |
| 14 februari Malta Toernooi Vriendschappelijk 16:15 uur (UTC+1) |       |       |          | Ta' Qali Stadium, Ta' Qali Toeschouwers: 1.000 Scheidsrechter: Valeri Vyalichko (BLR) |

|                                                                |                     |       |          |                                                                                 |
| 16 februari Malta Toernooi Vriendschappelijk 16:00 uur (UTC+1) | Wit-Rusland         | 1 – 0 | Moldavië | Ta' Qali Stadium, Ta' Qali Toeschouwers: 1.000 Scheidsrechter: Joe Attard (MLT) |
| 16 februari Malta Toernooi Vriendschappelijk 16:00 uur (UTC+1) | Vyacheslav Gleb 39' |       |          | Ta' Qali Stadium, Ta' Qali Toeschouwers: 1.000 Scheidsrechter: Joe Attard (MLT) |

|                                                                                     |                   |       |          |                                                                                  |
| 18 februari Malta Toernooi Vriendschappelijk № «onderlinge duels» 16:00 uur (UTC+1) | Estland           | 1 – 0 | Moldavië | Ta' Qali Stadium, Ta' Qali Toeschouwers: 100 Scheidsrechter: Lawrie Sammut (MLT) |
| 18 februari Malta Toernooi Vriendschappelijk № «onderlinge duels» 16:00 uur (UTC+1) | Joel Lindpere 58' |       |          | Ta' Qali Stadium, Ta' Qali Toeschouwers: 100 Scheidsrechter: Lawrie Sammut (MLT) |

|                                              |                                          |       |                     |                                                                                          |
| 31 maart Vriendschappelijk 15:00 uur (UTC+2) | Moldavië                                 | 2 – 1 | Azerbeidzjan        | Stadionul Republican, Chisinau Toeschouwers: 5.500 Scheidsrechter: Vitaly Godulyan (UKR) |
| 31 maart Vriendschappelijk 15:00 uur (UTC+2) | Serghei Dadu 40' (pen.) Serghei Dadu 86' |       | 20' Gurban Gurbanov | Stadionul Republican, Chisinau Toeschouwers: 5.500 Scheidsrechter: Vitaly Godulyan (UKR) |

|                                              |                                |       |                      |                                                                                        |
| 28 april Vriendschappelijk 17:00 uur (UTC+2) | Israël                         | 1 – 1 | Moldavië             | Ramat Gan Stadion, Ramat Gan Toeschouwers: 4.796 Scheidsrechter: Sorin Corpodean (ROM) |
| 28 april Vriendschappelijk 17:00 uur (UTC+2) | Alexandru Covalenco 32' (e.d.) |       | 70' Serghei Rogaciov | Ramat Gan Stadion, Ramat Gan Toeschouwers: 4.796 Scheidsrechter: Sorin Corpodean (ROM) |

|                                                 |                   |       |         |                                                                                     |
| 18 augustus Vriendschappelijk 18:00 uur (UTC+2) | Moldavië          | 1 – 0 | Georgië | Sheriff Stadion, Tiraspol Toeschouwers: 6.500 Scheidsrechter: Vitaly Godulyan (UKR) |
| 18 augustus Vriendschappelijk 18:00 uur (UTC+2) | Iurie Miterev 67' |       |         | Sheriff Stadion, Tiraspol Toeschouwers: 6.500 Scheidsrechter: Vitaly Godulyan (UKR) |

|                                                                    |                                                               |       |          |                                                                            |
| 4 september WK-kwalificatie № «onderlinge duels» 20:15 uur (UTC+1) | Slovenië                                                      | 3 – 0 | Moldavië | Arena Petrol, Celje Toeschouwers: 3.620 Scheidsrechter: Jouni Hyytiä (FIN) |
| 4 september WK-kwalificatie № «onderlinge duels» 20:15 uur (UTC+1) | Milenko Ačimovič 5' Milenko Ačimovič 27' Milenko Ačimovič 48' |       |          | Arena Petrol, Celje Toeschouwers: 3.620 Scheidsrechter: Jouni Hyytiä (FIN) |

|                                                       |          |                          |        |                                                                                       |
| 8 september WK-kwalificatie groep 5 21:45 uur (UTC+2) | Moldavië | 0 – 1                    | Italië | Stadionul Republican, Chisinau Toeschouwers: 5.200 Scheidsrechter: Michal Beneš (CZE) |
| 8 september WK-kwalificatie groep 5 21:45 uur (UTC+2) |          | 32' Alessandro Del Piero |        | Stadionul Republican, Chisinau Toeschouwers: 5.200 Scheidsrechter: Michal Beneš (CZE) |

|                                                     |                                                                                      |       |          |                                                                               |
| 9 oktober WK-kwalificatie groep 5 19:00 uur (UTC+2) | Wit-Rusland                                                                          | 4 – 0 | Moldavië | Dinamostadion, Minsk Toeschouwers: 21.000 Scheidsrechter: Selçuk Dereli (TUR) |
| 9 oktober WK-kwalificatie groep 5 19:00 uur (UTC+2) | Sergei Omelyanchuk 45' Vital Koetoezaw 65' Vital Bulyha 75' Maksim Romaschenko 90+1' |       |          | Dinamostadion, Minsk Toeschouwers: 21.000 Scheidsrechter: Selçuk Dereli (TUR) |

|                                                      |                  |       |                     |                                                                                             |
| 13 oktober WK-kwalificatie groep 5 21:00 uur (UTC+2) | Moldavië         | 1 – 1 | Schotland           | Stadionul Republican, Chisinau Toeschouwers: 7.000 Scheidsrechter: Kristinn Jakobsson (ISL) |
| 13 oktober WK-kwalificatie groep 5 21:00 uur (UTC+2) | Serghei Dadu 28' |       | 31' Steven Thompson | Stadionul Republican, Chisinau Toeschouwers: 7.000 Scheidsrechter: Kristinn Jakobsson (ISL) |

### 2005
|                                                |              |       |          |                                                                              |
| 9 februari Vriendschappelijk 16:00 uur (UTC+3) | Azerbeidzjan | 0 – 0 | Moldavië | Tofikh Bakhramov Stadion, Bakoe Toeschouwers: 3.000 Scheidsrechter: onbekend |
| 9 februari Vriendschappelijk 16:00 uur (UTC+3) |              |       |          | Tofikh Bakhramov Stadion, Bakoe Toeschouwers: 3.000 Scheidsrechter: onbekend |

|                                                    |          |       |           |                                                                                        |
| 30 maart WK-kwalificatie groep 5 20:45 uur (UTC+2) | Moldavië | 0 – 0 | Noorwegen | Stadionul Republican, Chisinau Toeschouwers: 5.000 Scheidsrechter: Florian Meyer (GER) |
| 30 maart WK-kwalificatie groep 5 20:45 uur (UTC+2) |          |       |           | Stadionul Republican, Chisinau Toeschouwers: 5.000 Scheidsrechter: Florian Meyer (GER) |

|                                            |                                       |       |          |                                                                                     |
| 24 mei Vriendschappelijk 19:15 uur (UTC+2) | Roemenië                              | 2 – 0 | Moldavië | Stadionul Municipal, Bacău Toeschouwers: 6.000 Scheidsrechter: Marian Salomir (ROM) |
| 24 mei Vriendschappelijk 19:15 uur (UTC+2) | Claudiu Niculescu 9' Nicolae Dică 57' |       |          | Stadionul Municipal, Bacău Toeschouwers: 6.000 Scheidsrechter: Marian Salomir (ROM) |

|                                                |                                         |       |          |                                                                                 |
| 4 juni WK-kwalificatie groep 5 15:00 uur (UTC) | Schotland                               | 2 – 0 | Moldavië | Hampden Park, Glasgow Toeschouwers: 45.317 Scheidsrechter: Eric Braamhaar (NED) |
| 4 juni WK-kwalificatie groep 5 15:00 uur (UTC) | Christian Dailly 52' James McFadden 88' |       |          | Hampden Park, Glasgow Toeschouwers: 45.317 Scheidsrechter: Eric Braamhaar (NED) |

|                                                       |                          |       |             |                                                                                          |
| 3 september WK-kwalificatie groep 5 19:00 uur (UTC+2) | Moldavië                 | 2 – 0 | Wit-Rusland | Stadionul Republican, Chisinau Toeschouwers: 5.000 Scheidsrechter: Laurent Duhamel (FRA) |
| 3 september WK-kwalificatie groep 5 19:00 uur (UTC+2) | Serghei Rogaciov 17' 49' |       |             | Stadionul Republican, Chisinau Toeschouwers: 5.000 Scheidsrechter: Laurent Duhamel (FRA) |

|                                                                    |                      |       |                                    |                                                                                        |
| 7 september WK-kwalificatie № «onderlinge duels» 21:15 uur (UTC+2) | Moldavië             | 1 – 2 | Slovenië                           | Stadionul Republican, Chisinau Toeschouwers: 7.200 Scheidsrechter: Yuri Baskakov (RUS) |
| 7 september WK-kwalificatie № «onderlinge duels» 21:15 uur (UTC+2) | Serghei Rogaciov 31' |       | 47' Klemen Lavrič 58' Matej Mavrič | Stadionul Republican, Chisinau Toeschouwers: 7.200 Scheidsrechter: Yuri Baskakov (RUS) |

|                                                     |                      |       |          |                                                                                 |
| 8 oktober WK-kwalificatie groep 5 20:15 uur (UTC+1) | Noorwegen            | 1 – 0 | Moldavië | Ullevaal Stadion, Oslo Toeschouwers: 23.409 Scheidsrechter: Steve Bennett (ENG) |
| 8 oktober WK-kwalificatie groep 5 20:15 uur (UTC+1) | Sigurd Rushfeldt 50' |       |          | Ullevaal Stadion, Oslo Toeschouwers: 23.409 Scheidsrechter: Steve Bennett (ENG) |

|                                                      |                                           |       |                      |                                                                                            |
| 12 oktober WK-kwalificatie groep 5 20:30 uur (UTC+1) | Italië                                    | 2 – 1 | Moldavië             | Stadio Via del Mare, Lecce Toeschouwers: 28.160 Scheidsrechter: Olegário Benquerença (POR) |
| 12 oktober WK-kwalificatie groep 5 20:30 uur (UTC+1) | Christian Vieri 70' Alberto Gilardino 85' |       | 76' Alexandru Gatcan | Stadio Via del Mare, Lecce Toeschouwers: 28.160 Scheidsrechter: Olegário Benquerença (POR) |

#### Eindstand WK-kwalificatiegroep 5
| Team        | Wed | W | G | V | DV | DT | +/- | Ptn |
| ----------- | --- | - | - | - | -- | -- | --- | --- |
| Italië      | 10  | 7 | 2 | 1 | 17 | 8  | +9  | 23  |
| Noorwegen   | 10  | 5 | 3 | 2 | 12 | 7  | +5  | 18  |
| Schotland   | 10  | 3 | 4 | 3 | 9  | 7  | +2  | 13  |
| Slovenië    | 10  | 3 | 3 | 4 | 10 | 13 | -3  | 12  |
| Wit-Rusland | 10  | 2 | 4 | 4 | 12 | 14 | -2  | 10  |
| Moldavië    | 10  | 1 | 2 | 7 | 5  | 16 | -11 | 5   |

### 2006
|                               |       |                                     |          |                                                                                   |
| 25 februari Vriendschappelijk | Malta | 0 – 2                               | Moldavië | Ta' Qali Stadium, Ta' Qali Toeschouwers: 250 Scheidsrechter: Lasha Silagava (GEO) |
| 25 februari Vriendschappelijk |       | 47' Sergiu Namasco 73' Igor Bugaiov |          | Ta' Qali Stadium, Ta' Qali Toeschouwers: 250 Scheidsrechter: Lasha Silagava (GEO) |

|                                            |          |       |              |                                                                                           |
| 18 mei Vriendschappelijk 17:00 uur (UTC+3) | Moldavië | 0 – 0 | Azerbeidzjan | Stadionul Republican, Chisinau Toeschouwers: onbekend Scheidsrechter: Yuri Baskakov (RUS) |
| 18 mei Vriendschappelijk 17:00 uur (UTC+3) |          |       |              | Stadionul Republican, Chisinau Toeschouwers: onbekend Scheidsrechter: Yuri Baskakov (RUS) |

|                                                 |                                                                           |       |                                            |                                                                                        |
| 16 augustus Vriendschappelijk 18:00 uur (UTC+3) | Moldavië                                                                  | 3 – 2 | Litouwen                                   | Zimbru Stadion, Chisinau Toeschouwers: onbekend Scheidsrechter: Vitaliy Godulyan (UKR) |
| 16 augustus Vriendschappelijk 18:00 uur (UTC+3) | Serghei Dadu 15' (pen.) Serghei Epureanu 56' Serghei Cleșcenco 87' (pen.) |       | 14' Robertas Poškus 38' Tomas Danilevičius | Zimbru Stadion, Chisinau Toeschouwers: onbekend Scheidsrechter: Vitaliy Godulyan (UKR) |

|                                                       |          |                           |             |                                                                                      |
| 2 september EK-kwalificatie groep C 20:15 uur (UTC+3) | Moldavië | 0 – 1                     | Griekenland | Zimbru Stadion, Chisinau Toeschouwers: 10.500 Scheidsrechter: Matteo Trefoloni (ITA) |
| 2 september EK-kwalificatie groep C 20:15 uur (UTC+3) |          | 78' Nikolaos Lyberopoulos |             | Zimbru Stadion, Chisinau Toeschouwers: 10.500 Scheidsrechter: Matteo Trefoloni (ITA) |

|                                                                    |                                           |       |          |                                                                                    |
| 6 september EK-kwalificatie № «onderlinge duels» 19:00 uur (UTC+2) | Noorwegen                                 | 2 – 0 | Moldavië | Ullevaal Stadion, Oslo Toeschouwers: 23.848 Scheidsrechter: Hristo Ristoskov (BUL) |
| 6 september EK-kwalificatie № «onderlinge duels» 19:00 uur (UTC+2) | Fredrik Strømstad 74' Steffen Iversen 79' |       |          | Ullevaal Stadion, Oslo Toeschouwers: 23.848 Scheidsrechter: Hristo Ristoskov (BUL) |

|                                                     |                                                  |       |                                        |                                                                                      |
| 7 oktober EK-kwalificatie groep C 19:00 uur (UTC+3) | Moldavië                                         | 2 – 2 | Bosnië en Herzegovina                  | Zimbru Stadion, Chisinau Toeschouwers: 11.000 Scheidsrechter: Hervé Piccirillo (FRA) |
| 7 oktober EK-kwalificatie groep C 19:00 uur (UTC+3) | Serghei Rogaciov 13' Serghei Rogaciov 32' (pen.) |       | 63' Zvjezdan Misimović 68' Ivica Grlić | Zimbru Stadion, Chisinau Toeschouwers: 11.000 Scheidsrechter: Hervé Piccirillo (FRA) |

|                                                      |                                                                                         |       |          |                                                                                       |
| 11 oktober EK-kwalificatie groep C 20:00 uur (UTC+2) | Turkije                                                                                 | 5 – 0 | Moldavië | Commerzbank-Arena, Frankfurt Toeschouwers: — Scheidsrechter: Nicolai Vollquartz (DEN) |
| 11 oktober EK-kwalificatie groep C 20:00 uur (UTC+2) | Hakan Şükür 35' Hakan Şükür 37' (pen.) Hakan Şükür 43' Tuncay Șanlı 68' Hakan Şükür 73' |       |          | Commerzbank-Arena, Frankfurt Toeschouwers: — Scheidsrechter: Nicolai Vollquartz (DEN) |

### 2007
|                                                |                                  |       |          |                                                                                            |
| 7 februari Vriendschappelijk 16:00 uur (UTC+2) | Roemenië                         | 2 – 0 | Moldavië | Lia Manoliu Stadion, Boekarest Toeschouwers: 4.000 Scheidsrechter: Alexandru Deaconu (ROM) |
| 7 februari Vriendschappelijk 16:00 uur (UTC+2) | Ionut Mazilu 74' Adrian Mutu 87' |       |          | Lia Manoliu Stadion, Boekarest Toeschouwers: 4.000 Scheidsrechter: Alexandru Deaconu (ROM) |

|                                                    |                        |       |                   |                                                                                  |
| 24 maart EK-kwalificatie groep C 19:00 uur (UTC+2) | Moldavië               | 1 – 1 | Malta             | Zimbru Stadion, Chisinau Toeschouwers: 10.000 Scheidsrechter: Vusal Aliyev (AZE) |
| 24 maart EK-kwalificatie groep C 19:00 uur (UTC+2) | Alexandru Epureanu 85' |       | 73' George Mallia | Zimbru Stadion, Chisinau Toeschouwers: 10.000 Scheidsrechter: Vusal Aliyev (AZE) |

|                                                    |                                  |       |          |                                                                                              |
| 28 maart EK-kwalificatie groep C 18:00 uur (UTC+2) | Hongarije                        | 2 – 0 | Moldavië | Szusza Ferenc Stadion, Boedapest Toeschouwers: 5.000 Scheidsrechter: Martin Ingvarsson (SWE) |
| 28 maart EK-kwalificatie groep C 18:00 uur (UTC+2) | Tamás Priskin 9' Zoltán Gera 63' |       |          | Szusza Ferenc Stadion, Boedapest Toeschouwers: 5.000 Scheidsrechter: Martin Ingvarsson (SWE) |

|                                                  |                                                    |       |                   |                                                                                      |
| 6 juni EK-kwalificatie groep C 21:30 uur (UTC+3) | Griekenland                                        | 2 – 1 | Moldavië          | Pankritio Stadion, Heraklion Toeschouwers: 22.000 Scheidsrechter: Jan Wegereef (NED) |
| 6 juni EK-kwalificatie groep C 21:30 uur (UTC+3) | Angelos Charisteas 30' Nikolaos Lyberopoulos 90+5' |       | 80' Viorel Frunză | Pankritio Stadion, Heraklion Toeschouwers: 22.000 Scheidsrechter: Jan Wegereef (NED) |

|                                                                         |                        |       |                                       |                                                                               |
| 22 augustus Vriendschappelijk № ?? «onderlinge duels» 18:45 uur (UTC+2) | Letland                | 1 – 2 | Moldavië                              | Skonto Stadion, Riga Toeschouwers: 4.500 Scheidsrechter: Andriy Shandor (UKR) |
| 22 augustus Vriendschappelijk № ?? «onderlinge duels» 18:45 uur (UTC+2) | Vitalijs Astafjevs 31' |       | 23' Viorel Frunză 53' Vitalie Bordian | Skonto Stadion, Riga Toeschouwers: 4.500 Scheidsrechter: Andriy Shandor (UKR) |

|                                                            |          |                     |           |                                                                                  |
| 8 september EK-kwalificatie № «onderlinge duels» 21:00 uur | Moldavië | 0 – 1               | Noorwegen | Zimbru Stadion, Chisinau Toeschouwers: 15.000 Scheidsrechter: Robert Małek (POL) |
| 8 september EK-kwalificatie № «onderlinge duels» 21:00 uur |          | 49' Steffen Iversen |           | Zimbru Stadion, Chisinau Toeschouwers: 15.000 Scheidsrechter: Robert Małek (POL) |

|                                                        |                       |                  |          |                                                                                               |
| 12 september EK-kwalificatie groep C 20:00 uur (UTC+2) | Bosnië en Herzegovina | 0 – 1            | Moldavië | Asim Ferhatović Hase Stadion, Sarajevo Toeschouwers: 4.000 Scheidsrechter: Jouni Hyytiä (FIN) |
| 12 september EK-kwalificatie groep C 20:00 uur (UTC+2) |                       | 22' Igor Bugaiov |          | Asim Ferhatović Hase Stadion, Sarajevo Toeschouwers: 4.000 Scheidsrechter: Jouni Hyytiä (FIN) |

|                                                      |                   |       |                |                                                                                     |
| 13 oktober EK-kwalificatie groep C 21:00 uur (UTC+3) | Moldavië          | 1 – 1 | Turkije        | Zimbru Stadion, Chisinau Toeschouwers: 10.500 Scheidsrechter: Martin Atkinson (ENG) |
| 13 oktober EK-kwalificatie groep C 21:00 uur (UTC+3) | Viorel Frunză 11' |       | 63' Ümit Karan | Zimbru Stadion, Chisinau Toeschouwers: 10.500 Scheidsrechter: Martin Atkinson (ENG) |

|                                                      |                                              |       |                                          |                                                                                      |
| 17 oktober EK-kwalificatie groep C 19:30 uur (UTC+2) | Malta                                        | 2 – 3 | Moldavië                                 | Ta' Qali Stadium, Ta' Qali Toeschouwers: 10.000 Scheidsrechter: Igor Ishchenko (UKR) |
| 17 oktober EK-kwalificatie groep C 19:30 uur (UTC+2) | Terence Scerri 71' Michael Mifsud 84' (pen.) |       | 24' (pen.) Bugaiov 31' 35' Viorel Frunză | Ta' Qali Stadium, Ta' Qali Toeschouwers: 10.000 Scheidsrechter: Igor Ishchenko (UKR) |

|                                                       |                                                         |       |           |                                                                                   |
| 17 november EK-kwalificatie groep C 19:00 uur (UTC+2) | Moldavië                                                | 3 – 0 | Hongarije | Zimbru Stadion, Chisinau Toeschouwers: 6.483 Scheidsrechter: Pavel Královec (CZE) |
| 17 november EK-kwalificatie groep C 19:00 uur (UTC+2) | Igor Bugaiov 13' Nicolae Josan 23' Serghei Alexseev 86' |       |           | Zimbru Stadion, Chisinau Toeschouwers: 6.483 Scheidsrechter: Pavel Královec (CZE) |

#### Eindstand EK-kwalificatiegroep C
| Team                  | Wed | W  | G | V | DV | DT | +/- | Ptn |
| --------------------- | --- | -- | - | - | -- | -- | --- | --- |
| Griekenland           | 12  | 10 | 1 | 1 | 25 | 10 | +15 | 31  |
| Turkije               | 12  | 7  | 3 | 2 | 25 | 11 | +14 | 24  |
| Noorwegen             | 12  | 7  | 2 | 3 | 27 | 11 | +16 | 23  |
| Bosnië en Herzegovina | 12  | 4  | 1 | 7 | 16 | 22 | -6  | 13  |
| Moldavië              | 12  | 3  | 3 | 6 | 12 | 19 | -7  | 12  |
| Hongarije             | 12  | 4  | 0 | 8 | 11 | 22 | -11 | 12  |
| Malta                 | 12  | 1  | 2 | 9 | 10 | 31 | -21 | 5   |

### 2008
|                                                                 |            |                  |          |                                                                                |
| 6 februari Vriendschappelijk № 122 «onderlinge duels» 15:00 uur | Kazachstan | 0 – 1            | Moldavië | Titanic Stadion, Antalya Toeschouwers: 300 Scheidsrechter: Gerald Lehner (AUT) |
| 6 februari Vriendschappelijk № 122 «onderlinge duels» 15:00 uur |            | 13' Igor Bugaiov |          | Titanic Stadion, Antalya Toeschouwers: 300 Scheidsrechter: Gerald Lehner (AUT) |

|                                            |                |       |          |                                                                                  |
| 24 mei Vriendschappelijk 17:30 uur (UTC+1) | Kroatië        | 1 – 0 | Moldavië | Kantrida Stadion, Rijeka Toeschouwers: 8.000 Scheidsrechter: Darko Ceferin (SLO) |
| 24 mei Vriendschappelijk 17:30 uur (UTC+1) | Niko Kovač 31' |       |          | Kantrida Stadion, Rijeka Toeschouwers: 8.000 Scheidsrechter: Darko Ceferin (SLO) |

|                                            |                                                  |       |                                         |                                                                                       |
| 28 mei Vriendschappelijk 18:00 uur (UTC+3) | Moldavië                                         | 2 – 2 | Armenië                                 | Sheriff Stadion, Tiraspol Toeschouwers: onbekend Scheidsrechter: Igor Ishchenko (UKR) |
| 28 mei Vriendschappelijk 18:00 uur (UTC+3) | Ararat Arakelyan 42' (e.d.) Serghei Alexseev 74' |       | 25' Marcos Pizzelli 54' Levon Pachajyan | Sheriff Stadion, Tiraspol Toeschouwers: onbekend Scheidsrechter: Igor Ishchenko (UKR) |

|                                                 |                                                |       |          |                                                                                     |
| 20 augustus Vriendschappelijk 19:00 uur (UTC+3) | Litouwen                                       | 3 – 0 | Moldavië | Sūduva Stadion, Marijampolė Toeschouwers: 2.000 Scheidsrechter: Hannes Kaasik (EST) |
| 20 augustus Vriendschappelijk 19:00 uur (UTC+3) | Robertas Poškus 23' 54' Tomas Danilevičius 61' |       |          | Sūduva Stadion, Marijampolė Toeschouwers: 2.000 Scheidsrechter: Hannes Kaasik (EST) |

|                                                       |                      |       |                                          |                                                                                   |
| 6 september WK-kwalificatie groep 2 19:00 uur (UTC+3) | Moldavië             | 1 – 2 | Letland                                  | Sheriff Stadion, Tiraspol Toeschouwers: 4.300 Scheidsrechter: Mark Courtney (NIR) |
| 6 september WK-kwalificatie groep 2 19:00 uur (UTC+3) | Serghei Alexseev 76' |       | 8' Ģirts Karlsons 22' Vitālijs Astafjevs | Sheriff Stadion, Tiraspol Toeschouwers: 4.300 Scheidsrechter: Mark Courtney (NIR) |

|                                                        |                   |       |                                |                                                                                           |
| 10 september WK-kwalificatie groep 2 20:30 uur (UTC+3) | Moldavië          | 1 – 2 | Israël                         | Zimbru Stadion, Chisinau Toeschouwers: 10.500 Scheidsrechter: César Muñiz Fernández (ESP) |
| 10 september WK-kwalificatie groep 2 20:30 uur (UTC+3) | Igor Picusceac 1' |       | 39' Omer Golan 45' Klemi Saban | Zimbru Stadion, Chisinau Toeschouwers: 10.500 Scheidsrechter: César Muñiz Fernández (ESP) |

|                                                      |                                                   |       |          |                                                                                                 |
| 11 oktober WK-kwalificatie groep 2 21:30 uur (UTC+3) | Griekenland                                       | 3 – 0 | Moldavië | Georgios Karaiskákis Stadion, Piraeus Toeschouwers: 13.684 Scheidsrechter: Espen Berntsen (NOR) |
| 11 oktober WK-kwalificatie groep 2 21:30 uur (UTC+3) | Angelos Charisteas 31' 51' Kostas Katsouranis 40' |       |          | Georgios Karaiskákis Stadion, Piraeus Toeschouwers: 13.684 Scheidsrechter: Espen Berntsen (NOR) |

|                                                      |           |       |          |                                                                                       |
| 15 oktober WK-kwalificatie groep 2 20:15 uur (UTC+2) | Luxemburg | 0 – 0 | Moldavië | Stade Josy Barthel, Luxemburg Toeschouwers: 2.157 Scheidsrechter: Marcin Borski (POL) |
| 15 oktober WK-kwalificatie groep 2 20:15 uur (UTC+2) |           |       |          | Stade Josy Barthel, Luxemburg Toeschouwers: 2.157 Scheidsrechter: Marcin Borski (POL) |

|                                                                    |                            |       |          |                                                                                    |
| 18 november Vriendschappelijk «onderlinge duels» 17:00 uur (UTC+3) | Estland                    | 1 – 0 | Moldavië | A. Le Coq Arena, Tallinn Toeschouwers: 1.500 Scheidsrechter: Claus Bo Larsen (DEN) |
| 18 november Vriendschappelijk «onderlinge duels» 17:00 uur (UTC+3) | Vladimir Voskoboinikov 56' |       |          | A. Le Coq Arena, Tallinn Toeschouwers: 1.500 Scheidsrechter: Claus Bo Larsen (DEN) |

|                                                 |                  |       |                    |                                                                                |
| 19 november Vriendschappelijk 17:00 uur (UTC+3) | Moldavië         | 1 – 1 | Litouwen           | A. Le Coq Arena, Tallinn Toeschouwers: 100 Scheidsrechter: Kristo Tohver (EST) |
| 19 november Vriendschappelijk 17:00 uur (UTC+3) | Igor Bugaiov 67' |       | 72' (pen.) Savėnas | A. Le Coq Arena, Tallinn Toeschouwers: 100 Scheidsrechter: Kristo Tohver (EST) |

### 2009
|                                                            |                  |       |                      |                                                                             |
| 11 februari Vriendschappelijk «onderlinge duels» 15:00 uur | Macedonië        | 1 – 1 | Moldavië             | Mardan Stadion, Antalya Toeschouwers: 600 Scheidsrechter: Pavel Saliy (KAZ) |
| 11 februari Vriendschappelijk «onderlinge duels» 15:00 uur | Goran Pandev 53' |       | 62' Valeriu Andronic | Mardan Stadion, Antalya Toeschouwers: 600 Scheidsrechter: Pavel Saliy (KAZ) |

|                                                                       |          |                                           |             |                                                                                     |
| 28 maart WK-kwalificatie groep 2 «onderlinge duels» 18:45 uur (UTC+3) | Moldavië | 0 – 2                                     | Zwitserland | Zimbru Stadion, Chisinau Toeschouwers: 10.500 Scheidsrechter: Dougie McDonald (SCO) |
| 28 maart WK-kwalificatie groep 2 «onderlinge duels» 18:45 uur (UTC+3) |          | 32' Alexander Frei 90+3' Gelson Fernandes |             | Zimbru Stadion, Chisinau Toeschouwers: 10.500 Scheidsrechter: Dougie McDonald (SCO) |

|                                                                      |                                     |       |          |                                                                                    |
| 1 april WK-kwalificatie groep 2 «onderlinge duels» 20:30 uur (UTC+2) | Zwitserland                         | 2 – 0 | Moldavië | Stade de Genève, Genève Toeschouwers: 20.100 Scheidsrechter: Gianluca Rocchi (ITA) |
| 1 april WK-kwalificatie groep 2 «onderlinge duels» 20:30 uur (UTC+2) | Blaise Nkufo 20' Alexander Frei 52' |       |          | Stade de Genève, Genève Toeschouwers: 20.100 Scheidsrechter: Gianluca Rocchi (ITA) |

|                                                       |                          |       |                                            |                                                                                      |
| 6 juni Vriendschappelijk «onderlinge duels» 18:00 uur | Georgië                  | 1 – 2 | Moldavië                                   | Micheil Meschistadion, Tbilisi Toeschouwers: 7.000 Scheidsrechter: Pavel Saliy (KAZ) |
| 6 juni Vriendschappelijk «onderlinge duels» 18:00 uur | Zoerab Chizanisjvili 86' |       | 8' Veaceslav Sofroni 57' Alexandru Suvorov | Micheil Meschistadion, Tbilisi Toeschouwers: 7.000 Scheidsrechter: Pavel Saliy (KAZ) |

|                                                        |                                           |       |                                         |                                                                                       |
| 10 juni Vriendschappelijk «onderlinge duels» 18:00 uur | Wit-Rusland                               | 2 – 2 | Moldavië                                | Haradzki Stadion, Borisov Toeschouwers: 2.000 Scheidsrechter: Gediminas Mažeika (LTU) |
| 10 juni Vriendschappelijk «onderlinge duels» 18:00 uur | Vitaliy Rodionov 3' Gennadiy Bliznyuk 26' |       | 76' Denis Calincov 82' Valeriu Andronic | Haradzki Stadion, Borisov Toeschouwers: 2.000 Scheidsrechter: Gediminas Mažeika (LTU) |

|                                                            |                      |       |                                                                              |                                                                                        |
| 12 augustus Vriendschappelijk «onderlinge duels» 17:00 uur | Armenië              | 1 – 4 | Moldavië                                                                     | Hanrapetakan Stadion, Jerevan Toeschouwers: 3.000 Scheidsrechter: Lasha Silagava (GEO) |
| 12 augustus Vriendschappelijk «onderlinge duels» 17:00 uur | Ararat Arakelyan 74' |       | 35' 62' Victor Golovatenco 81' Valeriu Andronic 90' (pen) Alexandru Epureanu | Hanrapetakan Stadion, Jerevan Toeschouwers: 3.000 Scheidsrechter: Lasha Silagava (GEO) |

|                                                                          |          |       |           |                                                                                      |
| 5 september WK-kwalificatie groep 2 «onderlinge duels» 19:00 uur (UTC+3) | Moldavië | 0 – 0 | Luxemburg | Zimbru Stadion, Chisinau Toeschouwers: 7.820 Scheidsrechter: Gediminas Mažeika (LTU) |
| 5 september WK-kwalificatie groep 2 «onderlinge duels» 19:00 uur (UTC+3) |          |       |           | Zimbru Stadion, Chisinau Toeschouwers: 7.820 Scheidsrechter: Gediminas Mažeika (LTU) |

|                                                                          |                      |       |                     |                                                                                      |
| 9 september WK-kwalificatie groep 2 «onderlinge duels» 21:30 uur (UTC+3) | Moldavië             | 1 – 1 | Griekenland         | Zimbru Stadion, Chisinau Toeschouwers: 9.870 Scheidsrechter: Daniel Stålhammar (SWE) |
| 9 september WK-kwalificatie groep 2 «onderlinge duels» 21:30 uur (UTC+3) | Valeriu Andronic 90' |       | 33' Theofanis Gekas | Zimbru Stadion, Chisinau Toeschouwers: 9.870 Scheidsrechter: Daniel Stålhammar (SWE) |

|                                                                         |                                           |       |                      |                                                                                   |
| 10 oktober WK-kwalificatie groep 2 «onderlinge duels» 21:00 uur (UTC+2) | Israël                                    | 3 – 1 | Moldavië             | Ramat Gan Stadion, Ramat Gan Toeschouwers: 8.700 Scheidsrechter: Kevin Blom (NED) |
| 10 oktober WK-kwalificatie groep 2 «onderlinge duels» 21:00 uur (UTC+2) | Elyaniv Barda 22' 70' David Ben Dayan 65' |       | 90+2' Denis Calincov | Ramat Gan Stadion, Ramat Gan Toeschouwers: 8.700 Scheidsrechter: Kevin Blom (NED) |

|                                                                         |                                                           |       |                                                |                                                                             |
| 14 oktober WK-kwalificatie groep 2 «onderlinge duels» 21:00 uur (UTC+3) | Letland                                                   | 3 – 2 | Moldavië                                       | Skonto Stadion, Riga Toeschouwers: 3.800 Scheidsrechter: Jouni Hyytiä (FIN) |
| 14 oktober WK-kwalificatie groep 2 «onderlinge duels» 21:00 uur (UTC+3) | Andrejs Rubins 32' Andrejs Rubins 44' Kristaps Grebis 76' |       | 25' Gheorghe Ovseannicov 90' Veaceslav Sofroni | Skonto Stadion, Riga Toeschouwers: 3.800 Scheidsrechter: Jouni Hyytiä (FIN) |

#### Eindstand WK-kwalificatiegroep 2
| Team        | Wed | W | G | V | DV | DT | +/- | Ptn |
| ----------- | --- | - | - | - | -- | -- | --- | --- |
| Zwitserland | 10  | 6 | 3 | 1 | 18 | 8  | 10  | 21  |
| Griekenland | 10  | 6 | 2 | 2 | 20 | 10 | 10  | 20  |
| Letland     | 10  | 5 | 2 | 3 | 18 | 15 | 3   | 17  |
| Israël      | 10  | 4 | 4 | 2 | 20 | 10 | 10  | 16  |
| Luxemburg   | 10  | 1 | 2 | 7 | 4  | 28 | -24 | 5   |
| Moldavië    | 10  | 0 | 3 | 7 | 6  | 18 | -12 | 3   |

FMF · A-internationals · Bondscoaches · Moldavisch vrouwenelftal · Moldavië U21 · Moldavië U20 · Moldavië U19 · Moldavië U18 · Moldavië U17 · Moldavië U16
1990 – 1999 ·
2000 – 2009 ·
2010 – 2019 ·
2020 − 2029
1991 · 1992 · 1993 · 1994 · 1995 · 1996 · 1997 · 1998 · 1999 · 2000 · 2001 · 2002 · 2003 · 2004 · 2005 · 2006 · 2007 · 2008 · 2009 · 2010 · 2011 · 2012 · 2013 · 2014 · 2015 · 2016 · 2017 · 2018 · 2019 · 2020 · 2021 · 2022 · 2023 · 2024
Albanië ·
Andorra ·
Armenië ·
Azerbeidzjan ·
Bosnië en Herzegovina ·
Bulgarije ·
Canada ·
Cyprus ·
Denemarken · 
Duitsland ·
El Salvador · 
Engeland ·
Estland ·
Faeröer ·
Finland ·
Frankrijk ·
Georgië ·
Gibraltar ·
Griekenland ·
Hongarije ·
Ierland ·
IJsland ·
Indonesië ·
Israël ·
Italië ·
Ivoorkust ·
Jordanië ·
Kaaimaneilanden ·
Kameroen ·
Kazachstan ·
Kirgizië ·
Kosovo ·
Kroatië ·
Letland ·
Liechtenstein ·
Litouwen ·
Luxemburg ·
Malta ·
Montenegro ·
Nederland ·
Noord-Ierland ·
Noord-Macedonië ·
Noorwegen ·
Oeganda ·
Oekraïne ·
Oostenrijk ·
Polen ·
Portugal ·
Qatar ·
Roemenië ·
Rusland ·
San Marino ·
Saoedi-Arabië ·
Schotland ·
Servië ·
Slovenië ·
Slowakije ·
Tsjechië ·
Turkije ·
Venezuela ·
Verenigde Arabische Emiraten ·
Verenigde Staten ·
Wales ·
Wit-Rusland ·
Zuid-Korea ·
Zweden ·
Zwitserland
AFC-zone: Afghanistan · Australië · Bahrein · Bangladesh · Bhutan · Brunei · Cambodja · China · Filipijnen · Guam · Hongkong · India · Indonesië · Iran · Irak · Japan · Jemen · Jordanië · Koeweit · Kirgizië · Laos · Libanon · Macau · Maleisië · Maldiven · Mongolië · Myanmar · Nepal · Noord-Korea · Oezbekistan · Oman · Oost-Timor · Pakistan · Palestina · Qatar · Saoedi-Arabië · Singapore · Sri Lanka · Syrië · Tadzjikistan · Taiwan · Thailand · Turkmenistan · Verenigde Arabische Emiraten · Vietnam · Zuid-Korea

CAF-zone: Algerije · Angola · Benin · Botswana · Burkina Faso · Burundi · Centraal-Afrikaanse Republiek · Comoren · Congo-Brazzaville · Congo-Kinshasa · Djibouti · Egypte · Equatoriaal-Guinea · Eritrea · Ethiopië · Gabon · Gambia · Ghana · Guinee · Guinee-Bissau · Ivoorkust · Kaapverdië · Kameroen · Kenia · Lesotho · Liberia · Libië · Madagaskar · Malawi · Mali  ·Mauritanië · Mauritius · Marokko · Mozambique · Namibië · Niger · Nigeria · Oeganda · Rwanda · Sao Tomé en Principe · Senegal · Seychellen · Sierra Leone · Soedan · Somalië · Swaziland · Tanzania · Togo · Tsjaad · Tunesië · Zambia · Zimbabwe · Zuid-Afrika

CONCACAF-zone: Amerikaanse Maagdeneilanden · Anguilla · Antigua en Barbuda · Aruba · Bahama's · Barbados · Belize · Bermuda · Britse Maagdeneilanden · Canada · Kaaimaneilanden · Costa Rica · Cuba · Dominica · Dominicaanse Republiek · El Salvador · Frans Guyana · Grenada · Guadeloupe · Guatemala · Guyana · Haïti · Honduras · Jamaica · Martinique · Mexico · Montserrat · 
Nicaragua · Panama · Puerto Rico · Saint Kitts en Nevis · Saint Lucia · Saint Vincent en de Grenadines · Sint Maarten · Suriname · Trinidad en Tobago · Turks- en Caicoseilanden · Verenigde Staten

CONMEBOL-zone: Argentinië · Bolivia · Brazilië · Chili · Colombia · Ecuador · Paraguay · Peru · Uruguay · Venezuela

OFC-zone: Amerikaans-Samoa · Cookeilanden · Fiji · Nieuw-Caledonië · Nieuw-Zeeland · Papoea-Nieuw-Guinea · Samoa · Salomoneilanden · Tahiti · Tonga · Vanuatu

UEFA-zone: Albanië · Andorra · Armenië · Azerbeidzjan · België · Bosnië en Herzegovina · Bulgarije · Cyprus · Denemarken · Duitsland · Engeland · Estland · Faeröer · Finland · Frankrijk · Georgië · Griekenland · Hongarije · IJsland · Ierland · Israël · Italië · Kazachstan · Kroatië · Letland · Liechtenstein · Litouwen · Luxemburg · Macedonië · Malta · Moldavië · Montenegro · Nederland · Noord-Ierland · Noorwegen · Oekraïne · Oostenrijk · Polen · Portugal · Roemenië · Rusland · San Marino · Schotland · Servië · Servië en Montenegro · Slovenië · Slowakije · Spanje · Tsjechië · Turkije · Wales · Wit-Rusland · Zweden · Zwitserland